# ニューヨーク市に拠点を置く企業の一覧

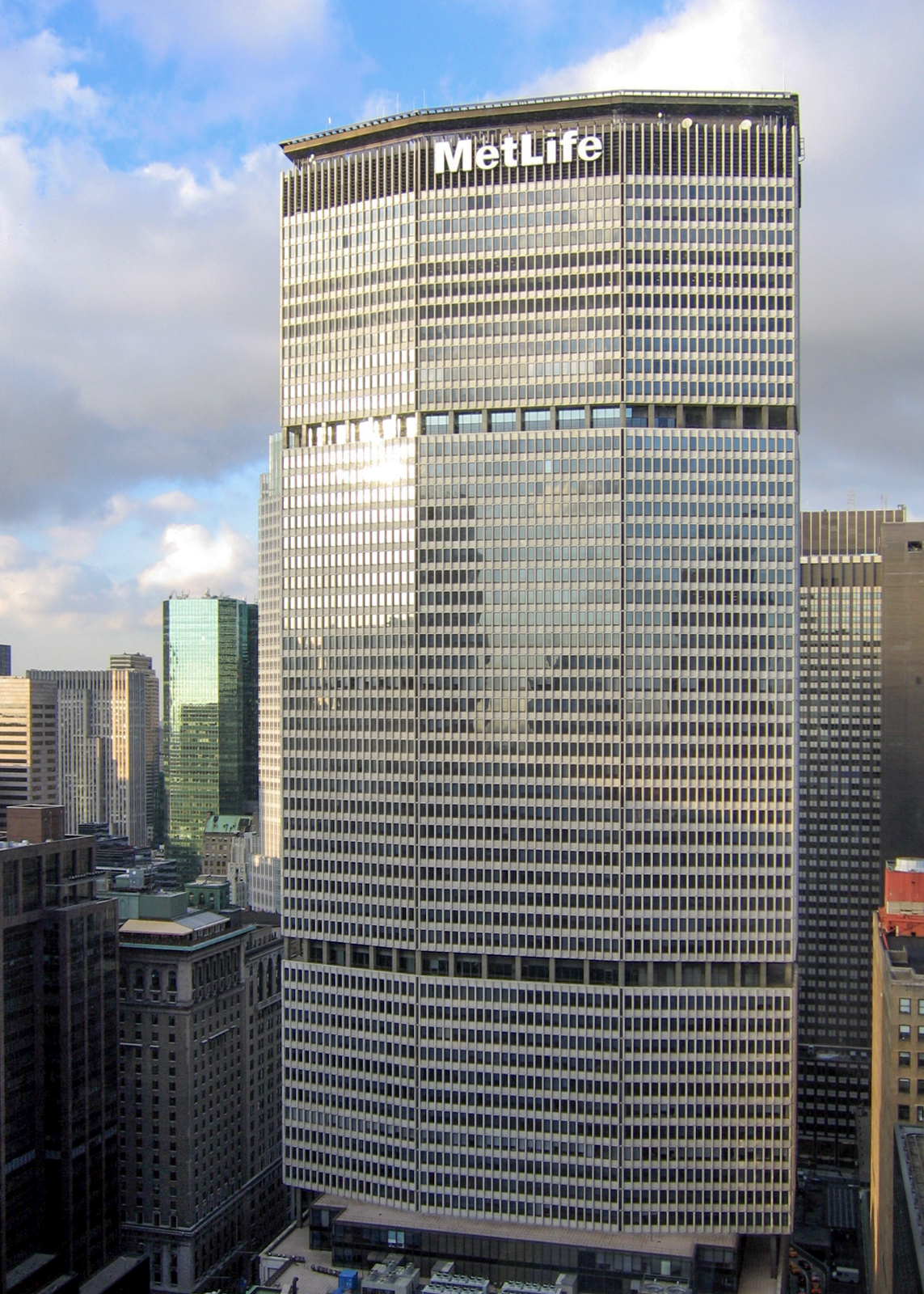
メットライフ・ビルディング。かつては パンアメリカン航空の本社ビルであったためパンナムビルと呼ばれていた。

本項は、ニューヨーク市に本社を置く、もしくは過去に本社を置いていたことのある企業の一覧である。一覧は各企業名を英語表記にした際のアルファベット順に並んでいるが、50音順ソートもしくは業種別にソートにすることもできる。
| 会社                                                         | 業種                     |
| ------------------------------------------------------------ | ------------------------ |
| ABC                                                          | メディア                 |
| ABMインダストリー(en)                                        | サービス                 |
| アバウト.com(en)                                             | メディア                 |
| アドラマ                                                     | 小売り                   |
| アドバンス・パブリケーション(en)                             | メディア                 |
| アエロポステール(en)                                         | ファッション             |
| アルコア                                                     | 鉄鋼業                   |
| アレグハニー(en)                                             | 保険業                   |
| アーリアンス・バーンステイン(en)                             | 金融                     |
| アンバック・フィナンシャル・グループ(en)                     | 保険業                   |
| アメリカン・エンバイロメンタル・アセット＆ソリューション(en) | 環境                     |
| アメリカン・エキスプレス                                     | 金融                     |
| アメリカン・インターナショナル・グループ                     | 保険業                   |
| NYSE MKT                                                     | 金融取引所               |
| ANNタイラー(en)                                              | ファッション             |
| アナスイ                                                     | ファッション             |
| アンナリー・キャピタル・マネジメント(en)                     | 金融                     |
| AOL                                                          | 通信                     |
| アポロ・グローバル・マネジメント                             | 金融                     |
| アップル・バンク・フォー・セービング(en)                     | 金融                     |
| アスバリー・オートモーティブ・グループ(en)                   | 小売り                   |
| AP通信                                                       | メディア                 |
| アシュラント(en)                                             | 保険業                   |
| アタリ(en)                                                   | コンピューター           |
| アトランティク・エクスプレス(en)                             | 輸送                     |
| A.T.カーニー                                                 | コンサルティング         |
| あっとニューヨーク                                           | 旅行業                   |
| エイボン・プロダクツ                                         | ファッション             |
| AXAエクイタブル・ライフ・インシュアランス・カンパニー(en)    | 保険業                   |
| B&Hフォトヴィデオ(en)                                        | 小売り                   |
| バンク・オブ・アメリカ・メリルリンチ                         | 金融・サービス           |
| バークレイズ                                                 | 金融・サービス           |
| バーストール・スポーツ(en)                                   | メディア                 |
| バンク・オブ・ニューヨーク・メロン                           | 金融・サービス           |
| バーンズ・アンド・ノーブル                                   | 小売り                   |
| バーニーズ・ニューヨーク                                     | 小売り                   |
| バーフドルフ・グッドマン(en)                                 | 小売り                   |
| ブラックロック                                               | 金融・サービス           |
| ブラックストーン・グループ                                   | 金融・サービス           |
| ブルームバーグ                                               | サービス                 |
| ブルーミングデールズ                                         | 小売り                   |
| ブッカー・ソフトウェア(en)                                   | サービス                 |
| Strategy&                                                    | コンサルティング         |
| ブリストル・マイヤーズ スクイブ                              | 医療                     |
| ブルックス・ブラザーズ                                       | ファッション             |
| ブラウン・ブラザーズ・ハリマン                               | 金融・サービス           |
| ブローバ                                                     | ファッション             |
| ビルトNY(en)                                                 | 消費財                   |
| キャドワラダー、ウィッカーシャム＆タフト(en)                 | 法律事務所               |
| カルバンクライン(en)                                         | ファッション             |
| キャントール・フィッツジェラルド(en)                         | 金融・サービス           |
| CBS                                                          | メディア                 |
| CBSコーポレーション                                          | メディア                 |
| CBSラジオ(en)                                                | メディア                 |
| CCMPキャピタル(en)                                           | 金融・サービス           |
| センチュリー21(en)                                           | 小売り                   |
| サーベラス・キャピタル・マネジメント                         | 金融・サービス           |
| チャドボーン＆パーク(en)                                     | 法律事務所               |
| CITグループ                                                  | 金融・サービス           |
| シティグループ                                               | 金融・サービス           |
| クライトン、ドゥビリア＆ライス(en)                           | 金融・サービス           |
| クリアリーゴットリエブ＆ハミルトン(en)                       | 法律事務所               |
| クラブモナコ(en)                                             | 小売り                   |
| コーチ                                                       | ファッション             |
| コルゲート・パーモリーブ                                     | 消費財                   |
| コンデナスト・パブリケーションズ                             | メディア                 |
| コンダクター(en)                                             | メディア                 |
| コンソリデーテッド・エディソン(en)                           | ユーティリティ           |
| コーウェングループ(en)                                       | 金融・サービス           |
| キャヴァス、スウェイン＆ムーア(en)                           | 法律事務所               |
| クッシュマン・アンド・ウェイクフィールド                     | 不動産                   |
| ダグテック(en)                                               | ITコンサルタント         |
| デビットヴィッチ・ベーグルズ(en)                             | 食品製造                 |
| デビットポーク＆ワードウェル(en)                             | 法律事務所               |
| デベヴォイセ＆フィリムプトン(en)                             | 法律事務所               |
| デリアス(en)                                                 | 小売り                   |
| デロイト トウシュ トーマツ                                   | 会計                     |
| ドイツ銀行                                                   | 金融・サービス           |
| デウェイ＆レボエウフ(en)                                     | 法律事務所               |
| ダイム・セービングバンク(en)                                 | 金融・サービス           |
| DKNY                                                         | ファッション             |
| ドームエイド(en)                                             | 消費財                   |
| ダブルクリック                                               | インターネット広告       |
| ダウ・ジョーンズ                                             | メディア                 |
| イー・トレード                                               | 金融・サービス           |
| エンブレムヘルス(en)                                         | 保険業                   |
| エミグラント・セービングバンク(en)                           | 金融・サービス           |
| イーミュージック(en)                                         | インターネット           |
| エクィティゼン(en)                                           | 金融・サービス           |
| アーンスト・アンド・ヤング                                   | 会計                     |
| エスティローダー                                             | ファッション             |
| Etsy                                                         | インターネット           |
| エヴァーコアパートナー(en)                                   | 金融・サービス           |
| フェアーチャイルド・ファッショングループ(en)                 | メディア                 |
| フェアーウェイマーケット(en)                                 | 小売り                   |
| FAOスチュワーズ(en)                                          | 小売り                   |
| (en)                                                         | 小売り                   |
| フード・ネットワーク                                         | メディア                 |
| フット・ロッカー                                             | 小売り                   |
| フォエスト・ラボラトリーズ(en)                               | 医薬品                   |
| フォートレス・インベストメント・グループ                     | 金融・サービス           |
| フレッシュディレクト(en)                                     | 小売り                   |
| フライド、フランク、ハリス、シェリバー＆ジャコブソン(en)     | 法律事務所               |
| フローク(en)                                                 | AI/チャットボッツ        |
| フルスタックアカデミー(en)                                   | 教育機関                 |
| ファンデラ                                                   | 金融・サービス           |
| ガジェットフロウ(en)                                         | インターネット通販       |
| GLGパートナーズ(en)                                          | 金融・サービス           |
| ゴールドマン・サックス                                       | 金融・サービス           |
| グラナイト・ブロードキャスティング(en)                       | メディア                 |
| グリステデス(en)                                             | 小売り                   |
| ガーディアン・ライフ・インシュアランス(en)                   | 保険業                   |
| ハチェット・ブックグループ(en)                               | メディア                 |
| ハーパーコリンズ                                             | メディア                 |
| HBO                                                          | メディア                 |
| ハースト・コーポレーション                                   | メディア                 |
| ハースト・テレビジョン(en)                                   | メディア                 |
| ヘス(en)                                                     | 原油                     |
| HSBC銀行USA(en)                                              | 金融・サービス           |
| IAC(en)                                                      | インターネット           |
| イチャンエンタープライズ(en)                                 | コングロマリット         |
| アイコニックブランドグループ(en)                             | ファッション             |
| イムクローンシステムズ(en)                                   | 医薬品                   |
| イムプレメディア(en)                                         | メディア                 |
| インフォール(en)                                             | ソフトウェア             |
| インナーシティブロードキャスティング(en)                     | メディア                 |
| インターナショナルビジネスタイム(en)                         | メディア                 |
| インターナショナル・フレバー・アンド・フレグランス           | 化学                     |
| インターナショナル・セキュリティエクスチェンジ(en)           | 金融取引所               |
| インターパブリックグループ・オブ・カンパニー(en)             | 広告                     |
| J.クルー                                                     | ファッション             |
| J＆R(en)                                                     | 小売り                   |
| ジェフェリーズ＆カンパニー(en)                               | 金融・サービス           |
| ジェットブルー航空                                           | 輸送                     |
| JPモルガン・チェース                                         | 金融・サービス           |
| ケイトスペード(en)                                           | ファッション             |
| カイエスコーラー(en)                                         | 法律事務所               |
| KBW(en)                                                      | 金融・サービス           |
| ケネスコールプロダクション(en)                               | ファッション             |
| ケンシングトンブック(en)                                     | メディア                 |
| キーフード(en)                                               | 小売り                   |
| コールバーグ・クラビス・ロバーツ                             | 金融・サービス           |
| コーン・ペダーセン・フォックス                               | 建築                     |
| KPMG                                                         | 会計                     |
| L-3 コミュニケーションズ                                     | 航空宇宙                 |
| ラザード・キャピタル・マーケット(en)                         | 金融・サービス           |
| レウカディア・ナショナル(en)                                 | コングロマリット         |
| ロエーマンズ(en)                                             | 小売り                   |
| ロエウズコーポレーション(en)                                 | コングロマリット         |
| ロジックワークス(en)                                         | 情報技術                 |
| M＆F(en)                                                     | ビジネスサービス         |
| マクアンドリューズ&フォーブス                                | 金融・サービス           |
| メイシーズ                                                   | 小売り                   |
| メジャーリーグベースボール                                   | スポーツ（プロ）         |
| マーク・ジェイコブス                                         | ファッション             |
| マーシュ・アンド・マクレナン                                 | ビジネスサービス         |
| マルサ・スチュワート・リビング・オムニメディア(en)           | メディア                 |
| マーヴェル・エンターテインメント(en)                         | メディア                 |
| マックスマーラ                                               | ファッション             |
| マクシム                                                     | メディア                 |
| マグロウヒル・エデュケーション                               | 教育・出版               |
| S&P グローバル                                               | 金融・サービス           |
| マッキンゼー・アンド・カンパニー                             | 会計                     |
| メットライフ                                                 | 保険業                   |
| MFグローバル(en)                                             | 金融・サービス           |
| マイケル・コース                                             | ファッション             |
| ミルバンク、ツイード、ハドレイ＆マックロイ(en)               | 法律事務所               |
| モデルズ(en)                                                 | 小売り                   |
| モンスターワールドワイド(en)                                 | インターネット           |
| ムーディーズ(en)                                             | ビジネスサービス         |
| ムーディーズ・アナリスティック(en)                           | ビジネス・サービス       |
| モルガン・スタンレー                                         | 金融・サービス           |
| MSCI                                                         | 金融・サービス           |
| MTVネットワークス                                            | メディア                 |
| ミューチュアル・アメリカ(en)                                 | 保険業                   |
| NASDAQ                                                       | 金融取引所               |
| OMX                                                          | 金融取引所               |
| NBA                                                          | スポーツリーグ（プロ）   |
| NFL                                                          | スポーツリーグ (プロ)    |
| ナショナルホッケーリーグ                                     | スポーツリーグ (プロ)    |
| NBC                                                          | メディア                 |
| NBCユニバーサル                                              | メディア                 |
| ネスト・シーカーズ・インターナショナル(en)                   | 不動産                   |
| ニューヨーク＆カンパニー(en)                                 | 小売り                   |
| ニューヨーク商品取引所                                       | 金融取引所               |
| ニューヨークライフ(en)                                       | 保険業                   |
| ニューヨーク・マーカンタイル取引所                           | 金融取引所               |
| ニューヨークプライベートバンク＆トラスト(en)                 | 金融・サービス           |
| ニューヨーク証券取引所                                       | 金融取引所               |
| ニューヨークタイムズ(en)                                     | メディア                 |
| ヤングブロードキャスティング(en)                             | メディア                 |
| ニューマーク・ナイト・フランク(en)                           | 不動産                   |
| ニューズ・コーポレーション                                   | メディア                 |
| ニコロデオン                                                 | メディア                 |
| ニールセン・カンパニー(en)                                   | ビジネスサービス         |
| NYSEユーロネクスト                                           | 金融取引所               |
| オムニコムグループ                                           | 広告                     |
| オッペンハイマー・ホールディングス                           | 金融・サービス           |
| オリック、ヘリントン＆ストクリフェ(en)                       | 法律事務所               |
| パーソン・ブリンクロフォ(en)                                 | 建築                     |
| ポール・スチュアート(en)                                     | ファッション             |
| ポール、ウェイス、リフカインド＆ギャリソン(en)               | 法律事務所               |
| パーコレート(en)                                             | ソフトウェア             |
| ペレーラ・ウェインバーグ・パートナーズ(en)                   | 金融・サービス           |
| パーキンス・イーストマン(en)                                 | 建築                     |
| パーサス・ブックス・グループ(en)                             | メディア                 |
| ファイザー                                                   | 製薬・医薬品             |
| ファットファーム(en)                                         | ファッション             |
| フィリップモリス                                             | タバコ                   |
| ラルフローレン(en)                                           | ファッション             |
| (en)                                                         | 教育                     |
| プライオリティー・バイセクル(en)                             | 自動車                   |
| プロメテウス・グローバル・メディア(en)                       | メディア                 |
| プロスカウアーローズ(en)                                     | 法律事務所               |
| PVH(en)                                                      | ファッション             |
| レインボーショップ(en)                                       | 小売り                   |
| ランダムハウス                                               | メディア                 |
| リーダーズ・ダイジェスト・アソシエーション(en)               | メディア                 |
| レッドアップル(en)                                           | 石油                     |
| リレーテッドカンパニー(en)                                   | 不動産                   |
| レンコグループ(en)                                           | コングロマリット         |
| レブロン                                                     | ファッション             |
| ロバートグラハム(en)                                         | ファッション             |
| ロバート・K・フッターマン(en)                                | 不動産                   |
| ロカウェアー(en)                                             | ファッション             |
| ローマン(en)                                                 | 製薬                     |
| ロックスターゲームズ(en)                                     | コンピューター           |
| RTTS(en)                                                     | ソフトウェア             |
| サフラ・ナショナル・バンク・オブ・ニューヨーク(en)           | 金融・サービス           |
| サックス・フィフス・アベニュー                               | 小売り                   |
| サクス・インコーポレーテッド(en)                             | 小売り                   |
| スコラスティック・コーポレーション(en)                       | メディア                 |
| サイエンスティック・ゲームズ・コーポレーション(en)           | コンピューター           |
| ショーン・ジョン                                             | ファッション             |
| シャルテロス＆ザベル(en)                                     | 法律事務所               |
| シェルマン＆スターリング(en)                                 | 法律事務所               |
| ショウタイム・ネットワークス(en)                             | メディア                 |
| Shutterstock                                                 | 写真素材、映像素材、音楽 |
| サイモン＆スチュスター(en)                                   | メディア                 |
| シンプソンスチャー＆バートレット(en)                         | 法律事務所               |
| シンガー22(en)                                               | ファッション             |
| シリウスXMラジオ                                             | メディア                 |
| スカーデン、アルプス、スラーテ、メーガー＆フロム(en)         | 法律事務所               |
| SLグリーンリアリティ(en)                                     | 不動産                   |
| ソニー・ミュージックエンタテインメント                       | メディア                 |
| サザビーズ                                                   | ビジネスサービス         |
| スパイゲル(en)                                               | メディア                 |
| スティーブマーデン(en)                                       | ファッション             |
| STVグループ(en)                                              | 建築                     |
| シュリバン＆クロムウェル(en)                                 | 法律事務所               |
| テイクツー・インタラクティブ                                 | コンピューター           |
| ストリート.com(en)                                           | インターネット           |
| トムソン・ロイター                                           | メディア                 |
| スリリスト(en)                                               | メディア                 |
| TIAA(en)                                                     | 保険業                   |
| ティファニー                                                 | 小売り                   |
| タイムインク(en)                                             | メディア                 |
| タイム・ワーナー                                             | メディア                 |
| ティッシュマンリアリティー＆コンストラクション(en)           | 不動産                   |
| ティシュマンスペイヤー(en)                                   | 不動産                   |
| トップス(en)                                                 | メディア                 |
| トラムサモニア(en)                                           | 化学                     |
| トラベラーズ                                                 | 保険業                   |
| トリランティック・キャピタル・パートナーズ(en)               | 金融・サービス           |
| トランプ・オーガナイゼーション                               | 不動産                   |
| Tumblr                                                       | インターネット           |
| ターナーコンストラクション(en)                               | 建築                     |
| ユナイテッド・ステーションズ・ラジオネットワーク(en)         | メディア                 |
| ユニバーサル ミュージック グループ                           | メディア                 |
| ユニヴィジョン・コミュニケーションズ(en)                     | メディア                 |
| ベライゾン・コミュニケーションズ                             | 通信                     |
| バイアコム                                                   | メディア                 |
| ヴァージン・メディア                                         | 通信                     |
| ボルナードリアリティトラスト(en)                             | 不動産                   |
| ボヤ・ファイナンシャル(en)                                   | 銀行、保険業             |
| W. W.ノートン＆カンパニー(en)                                | メディア                 |
| ワーバーグ・ピンカス(en)                                     | 金融・サービス           |
| ワーナコ(en)                                                 | ファッション             |
| ワーナー・ミュージック・グループ                             | メディア                 |
| ウェイト・ウォッチャー(en)                                   | 個人サービス             |
| ウェイル、ゴットシャル＆マンゲス(en)                         | 法律事務所               |
| ワインスタイン・カンパニー                                   | メディア                 |
| ウェルシュ、カーソン、アンダーソン＆ストウェ(en)             | 金融・サービス           |
| ウェナーメディア(en)                                         | メディア                 |
| ウエストウッドワン(en)                                       | メディア                 |
| ホワイト＆ケース(en)                                         | 法律事務所               |
| ウィリアムH.サドライアー(en)                                 | メディア                 |
| ウィリス・タワーズ・ワトスン(en)                             | 投資 & 保険業            |
| ウィルキーファー＆ギャラガー(en)                             | 法律事務所               |
| ウィルソンエルサーモスコウィズエデルマン＆ディッカー(en)     | 法律事務所               |
| ジフ・ディビス(en)                                           | 出版                     |

## その他
- アメリカ合衆国の企業一覧